# Ausufjall
Ausufjall är ett berg i republiken Island. Det ligger i regionen Västfjordarna, 200 km norr om huvudstaden Reykjavík. Toppen på Ausufjall är 657 meter över havet.
Trakten runt Ausufjall är nära nog obefolkad, med mindre än två invånare per kvadratkilometer. Närmaste större samhälle är Þingeyri, nära Ausufjall. Trakten runt Ausufjall består i huvudsak av gräsmarker.